# Дільниця XIV Чижини (Краків)

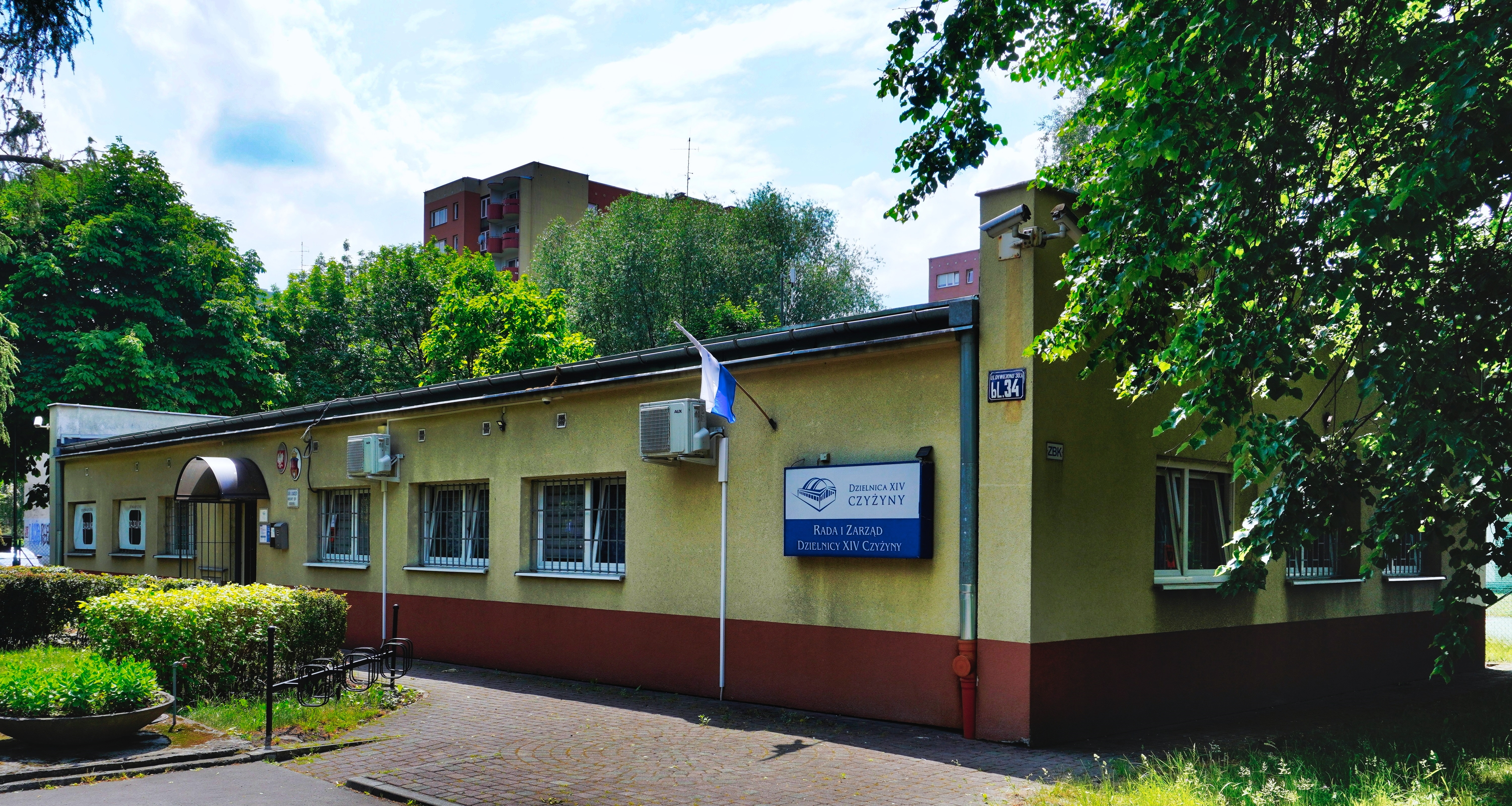
Офіс дільниці XIV Чижини у Кракові на території житлового масиву Дивізіону 303 34

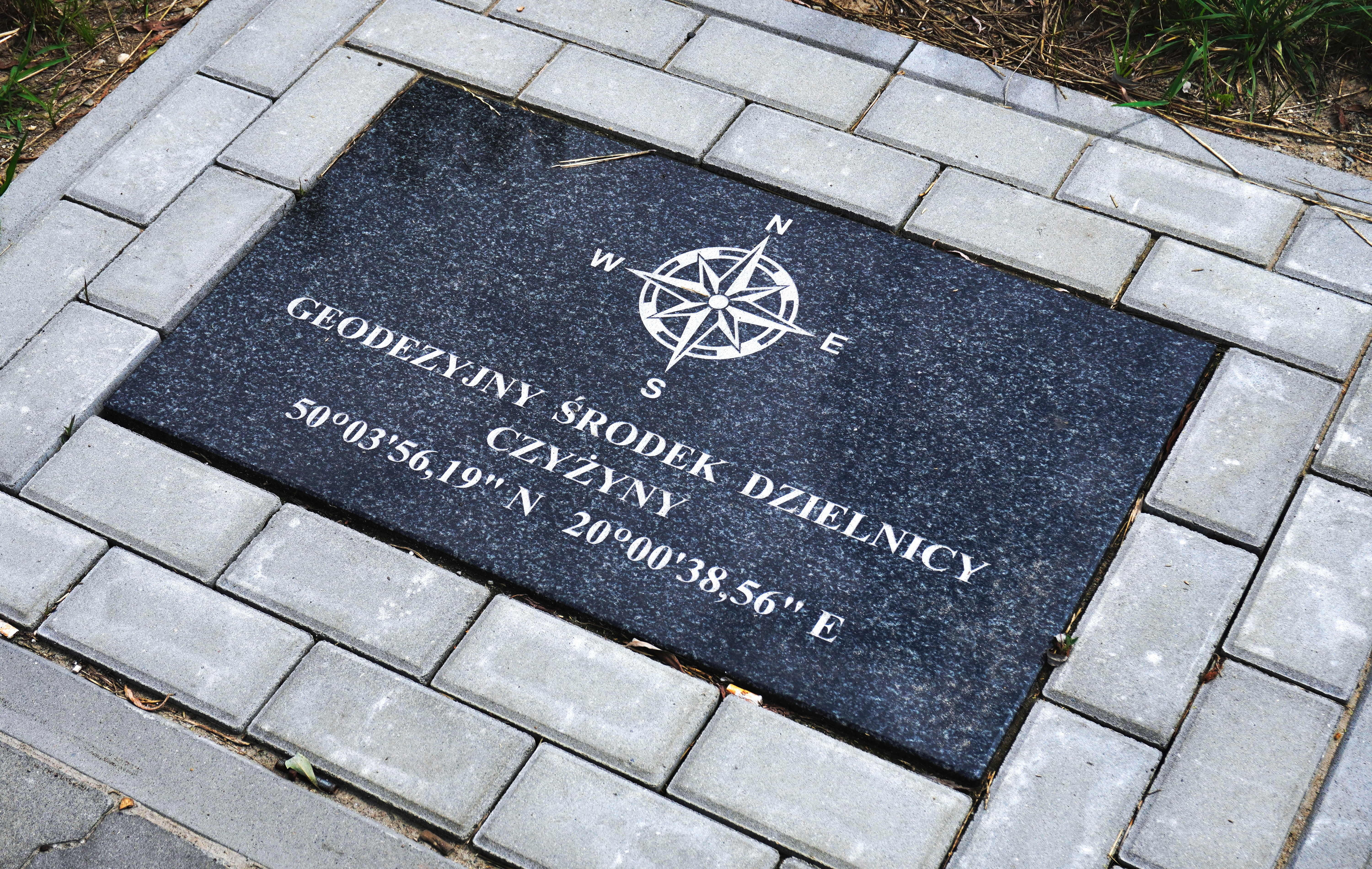
Табло із зазначенням геодезичного центру дільниці XIV Чижини на вулиці Центральній

Дільниця XIV Чижини (пол. Dzielnica XIV Czyżyny)– дільниця, допоміжна одиниця муніципалітету Краків. До 1991 року вона було частиною дільниці Нова Гута. Головою районної ради та правління на 9-й термін повноважень 2023-2028 років є Анна Гіерас  .

## Демографія
| Рік  | Стан на кінець року | Примітки           |
| ---- | ------------------- | ------------------ |
| 2004 | 23.141              |                    |
| 2005 | ▲24.154             |                    |
| 2006 | ▲25.506             |                    |
| 2007 | ▲25.775             |                    |
| 2008 | b/d                 |                    |
| 2009 | ▲25.016             |                    |
| 2010 | b/d                 |                    |
| 2011 | ▲26.470             |                    |
| 2012 | ▲26.906             | stan na 21.02.2012 |
| 2013 | ▲27.029             | stan na 14.05.2013 |
| 2013 | ▲27.305             |                    |
| 2014 | ▲26.699             |                    |
| 2015 | ▲26.947             |                    |
| 2016 | ▲27.369             |                    |
| 2018 | ▲28.291             | stan na 06.01.2018 |
| 2018 | ▲29.635             |                    |
| 2019 | ▲30.946             |                    |
| 2020 | ▲31.740             |                    |
| 2021 | ▲32.407             |                    |
| 2022 | ▲32.926             |                    |
| 2023 | ▲33.585             |                    |

## Масиви та звичайні міські одиниці
- Чижини
- Лег (Łęg)
- Житловий масив 2-го авіаційного полку
- житловий масив Академічний
- Житловий масив Авіа
- Житловий масив Ботаніка
- Житловий масив Центральний парк
- Житловий масив Чижини
- Житловий масив Дивізіону 303
- Житловий масив Орлінського

## Межі дільниці
- Межує з дільницею III на ділянці – від перетину ал. ген. Тадеуша Бор-Коморовського від вул. Акаційова на південь, вздовж східної сторони вулиці Акаційова до перетину з північною межею ділянки № 14/223 (ділянка № 4), а потім вздовж межі цієї ділянки на схід, південь та захід, потім на південь вздовж межі городів на ділянці № 6, тоді як у зоні № 4, вздовж східної межі ділянок № 171/28, 171/46, 171/47, 171/53, 183 та 473/3 до проспекту Яна Павла II, перетинаючи вул. Яна Павла II та проходить вздовж південних меж ділянок № 4: 475, 476, 477, 481, 482, 483, 485, 487, 709, 593, 594, 595, 596, 597, 598, 599, 600, 605, 604, 603, 602 та 601 до вулиці Чижинської, потім перетинає вул. Чижинською до східного кута ділянки № 28 та проходить вздовж південно-східного кордону цієї ділянки до ділянки № 29/1,
- Межує з дільницею II на ділянці від вул. Чижинська на захід, потім повертає на південний схід вздовж західного кордону Парку польських авіаторів (кордон між дільницями № 16 та 52) до ал. Покою, потім на захід, вздовж північної сторони ал. Покою до перетину з річкою Бялуха, потім далі на південь, вздовж східного берега річки Бялуха до її гирла у Віслу,
- Межує з дільницею XIII на ділянці від гирла річки Бялухи до річки Вісла на схід вздовж середини річки Вісла до перетину з продовженням вул. Класторна з річкою Вісла (з межею між виборчими дільницями 58 та 59),
- Межує з дільницею XVIII на ділянці від перетину меж між округами № 58 та 59 з річкою Вісла на півночі з межею між районами № 58 та 59 до перехрестя з вул. Лонгінуса Подбіпєнта, далі на захід, з південної сторони вул. Під'їжджайте до перетину з межею між виборчими дільницями № 56 та 58, потім межа між виборчими дільницями № 56 та 58 до вул. Одментова (перетин з вул. Зярковою), потім вздовж західного боку вул. Одментова до межі між районами № 48 та 56, потім на північ вздовж меж між районами № 48 та 56, 48 та 54, 48 та 49 до перетину вул. ген. Мечислав Борута - Спєхович з ал. Яна Павла II, далі на захід, на південній стороні ал. Яна Павла II до кільцевої розв'язки Чижинського (ділянка № 102, периметр 51), оточуючи кільцеву розв'язку зі сходу та півночі (межі між ділянками № 102 та 101, 35/9, 98), потім у північно-східному напрямку вздовж західної сторони вул. Бєньчицька до перетину з межею між ділянками № 216 та 71 у зоні № 7,
- Межує з дільницею XVI на ділянці від перетину вул. Бєньчицька з межами ділянок № 216 та 71 на ділянці 7 у північно-західному напрямку з північною межею ділянок № 216, 215, 214, 212, 211, 210, 209/13, 72/5, 72/4, 72/3, західна межа ділянки № 72/3, потім південна межа ділянки № 72/10, східна межа ділянки № 72/9, північна межа ділянок № 72/9, 72/1, 75/5, 204, 222 до дороги № 278, а потім вздовж південної сторони дороги 278 до вулиці Марії Домбровської, потім вздовж східної сторони вул. Домбровська до перехрестя з вул. Францишка Гінка, північний бік вул. Гінка до перехрестя з вул. Брати Шиндлер, західна сторона вул. Брати Шиндлер до перетину з ал. ген. Владислав Андерса, далі на захід вздовж південної сторони ал. ген. Андерса до перетину з вул. ген. Леопольд Окулицький,
- Межує з дільницею XV на ділянці від перетину вул. ген. Леопольд Окулицький з ал. ген. Владислава Андерса на захід, з північної сторони вул. ген. Леопольда Окулицького, потім вздовж північної сторони вул. ген. Тадуеша Бора-Коморовського до перехрестя з вул. Акаційова.